# Dendrochernes cyrneus cyrneus
Dendrochernes cyrneus cyrneus es una subespecie de arácnido  del orden Pseudoscorpionida de la familia Chernetidae.

## Distribución geográfica
Se encuentra en Europa y Azerbaiyán.